# Guanci SJJ-1
Der Guanci SJJ-1 ist ein amerikanischer Mittelmotorsportwagen des in Woodstock (Illinois) ansässigen Automobilherstellers Guanci Automobiles. Das Fahrzeug wurde zwischen 1979 und 1981 in drei Exemplaren produziert; eine Serienfertigung kam nicht zustande.

## Entstehungsgeschichte
Der SJJ-1 geht zurück auf den amerikanischen Industriellen John Guanci, dessen Unternehmen in den 1970er-Jahren Industrieöfen herstellte. Guanci fuhr privat europäische Sportwagen wie den Lotus Elite, war aber mit deren aus seiner Sicht mangelhafter Verarbeitungsqualität unzufrieden und entschied sich 1977 dafür, einen ebenso komfortablen wie zuverlässigen Sportwagen mit amerikanischer Technik zu entwickeln. Ein Vorbild für diesen Schritt war der amerikanische Automanager John Z. DeLorean.
Die Entwicklungsarbeiten für Guancis Sportwagen begannen 1978. Zum Entwicklungsteam des SJJ-1 gehörten Bob McKee, Mike Williams, Steve Norcross und Dick Kleber. Zwei Prototypen wurden auf der Chicago Auto Show 1979 der Öffentlichkeit vorgestellt; weitere Showteilnahmen folgten. John Guanci behauptete 1981 in einem Interview mit der Zeitschrift Motor Trend, er habe insgesamt 600.000 US-$ in die Entwicklung seines Autos investiert und plane, etwa 50 Autos monatlich zu produzieren. Der Beginn der Serienproduktion wurde auf das Jahr 1982 festgelegt; der Kaufpreis für einen SJJ-1 sollte 63.000 US-$ betragen.
1982 entschied sich Guanci aus wirtschaftlichen Gründen gegen die Aufnahme einer Serienproduktion. Grund hierfür war die mangelnde Bereitschaft General Motors’, Triebwerke mit einem Preisnachlass zu liefern. Bis 1982 entstanden drei Exemplare des SJJ-1. Alle Fahrzeuge existieren noch. Der erste Prototyp, der mit einem 5,7 Liter großen Achtzylindermotor ausgestattet ist, steht heute in den Niederlanden, die beiden anderen Autos befinden sich im Besitz von John Guanci.

## Modellbeschreibung

### Fahrwerk und Antriebstechnik
Der Guanci SJJ-1 hat einen massiven Leiterrahmen aus verschweißten Stahlelementen. Die Antriebstechnik und das Fahrwerk wurden von General Motors bezogen. Der Motor war vor der Hinterachse quer zur Fahrtrichtung installiert. Der erste Prototyp wurde von einem 5,7 Liter großen Achtzylindermotor von General Motors angetrieben, der 220 PS leistete. Das zweite Fahrzeug erhielt einen Sechszylindermotor mit Turboaufladung von Buick, der einen Hubraum von 2,8 Litern aufwies und 189 PS leistete. Ein drittes Auto wurde nachträglich mit einem Achtzylindermotor des Oldsmobile Aurora ausgerüstet. Als Kraftübertragung diente jeweils eine Dreigangautomatik von General Motors.

### Karosserie
Die Karosserie wurde von John Guanci und Mike Williams entworfen. Sie bestand aus glasfaserverstärktem Kunststoff und hatte starke Ähnlichkeit mit dem von Giorgetto Giugiaro gestalteten Aufbau des Maserati Merak. An der flach abfallenden Frontpartie befanden sich hydraulisch betätigte Klappscheinwerfer; darunter verlief über die gesamte Fahrzeugbreite eine schmale Kühlöffnung, in die zwei verchromte Zierstreben eingelassen waren. Der erste Prototyp hatte wie der Merak frei stehende Streben hinter der Fahrerkabine, die zum Fahrzeugheck hin abfielen. Bei den späteren Wagen waren die hinteren Seitenteile verglast. Ein eigenständiges Designmerkmal war der große Lufteinlass hinter den Türen.